# Marie-Anne Paulze Lavoisier
Marie-Anne Pierette Paulze Lavoisier (ur. 20 stycznia 1758 w Montbrison, zm. 10 lutego 1836 w Paryżu) – francuska ilustratorka, tłumaczka oraz żona i asystentka chemika Antoine’a Lavoisiera.

## Życiorys
Urodziła się 20 stycznia 1758 w Montbrison w rodzinie prawnika i finansisty Jacques’a Paulze i Claudine Thoynet Paulze. Miała dwóch braci. W wieku trzech lat została osierocona przez matkę . Jej ojciec początkowo pracował na stanowisku kierowniczym we Francuskiej Kompanii Wschodnioindyjskiej, a później we Ferme générale – organizacji poborców podatkowych. Zdobyła wykształcenie u sióstr zakonnych . 16 grudnia 1771 trzynastoletnia Marie-Anne wyszła za mąż za dwudziestoośmioletniego przyjaciela rodziny i właściciela udziałów w Ferme générale, Antoine’a Lavoisiera. Pomysł wyszedł ze strony ojca Marie-Anne, który tym samym próbował uchronić córkę przed małżeństwem z trzykrotnie od niej starszym hrabią d'Amerval , po tym, gdy za otwarte obiekcje dotyczące hrabiego zagrożono ojcu utratą posady .
Marie-Anne kontynuowała naukę po ślubie, koncentrując się na dziedzinach, które zajmowały jej męża, czyli filozofii i naukach ścisłych. Nauczyła się niemieckiego i łaciny, by mieć dostęp do najważniejszych tekstów naukowych epoki. By wesprzeć męża, przyswoiła sobie także angielski, z którego później tłumaczyła dla niego prace naukowe. Pobierała także lekcje rysunku u Jacques-Louisa Davida .

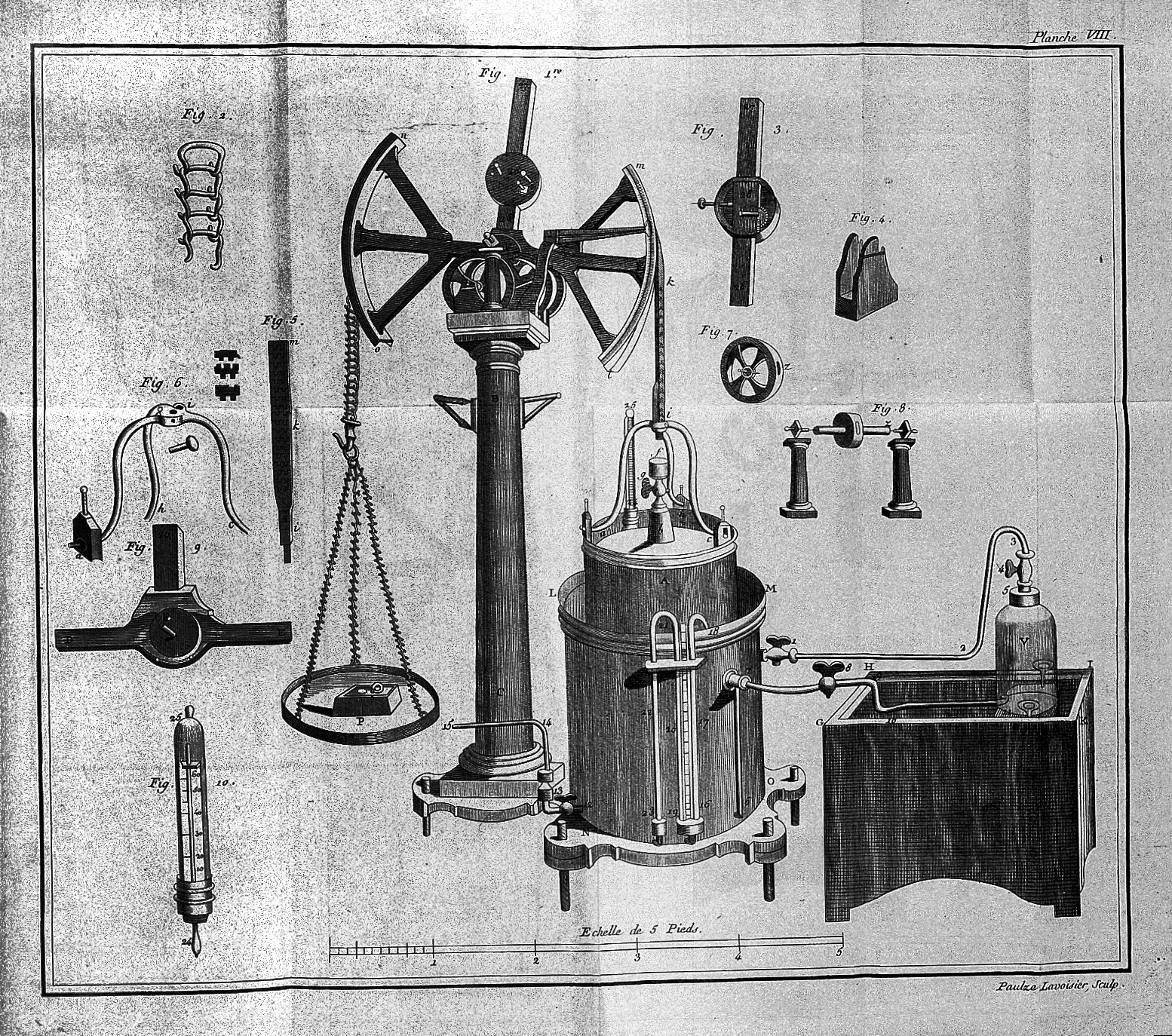
Ilustracja z Traité Élémentaire de Chimie. W prawym dolnym rogu widać podpis Paulze Lavoisier

W 1775 małżeństwo przeniosło się do Paryża. Marie-Anne została asystentką męża, pomagając mu przy eksperymentach w laboratorium . Ilustrowała także jego artykuły i szkicowała przebieg eksperymentów oraz użyte przyrządy. Jej prace można zobaczyć m.in. w Traité Élémentaire de Chimie (1789) – pierwszym nowoczesnym podręczniku chemii . Akwarele, które stworzyła jako pierwowzory do swoich rycin zawartych w podręczniku, znajdują się dziś bibliotece Uniwersytetu Cornella. Zajmowała się również tłumaczeniem z angielskiego prac dotyczących chemii. Przełożyła dzieła m.in. Henry’ego Cavendisha i Josepha Priestleya. Szczególnie istotnym jest jej przekład pracy An Essay on Phlogiston Richarda Kirwana, w komentarzu do którego Lavoisier, wsparty współpracownikami i żoną, podważył dotychczasową teorię flogistonu . W pierwszym wydaniu przekładu nie podano jej nazwiska, lecz figuruje ono w kolejnych edycjach. W imieniu męża pertraktowała także po angielsku z Josephem Priestleyem, który uprzedził Lavoisiera w odkryciu tlenu i nadał pierwiastkowi własną nazwę. Lavoisierowie również prowadzili wpływowy salon, w którym prowadzono dyskusje na temat nauki . Wśród gości zagranicznych byli Benjamin Franklin i James Watt. Małżeństwo Lavoisierów było udane, a Marie-Anne wspominała lata 1775–1793 jako najszczęśliwszy okres w życiu.

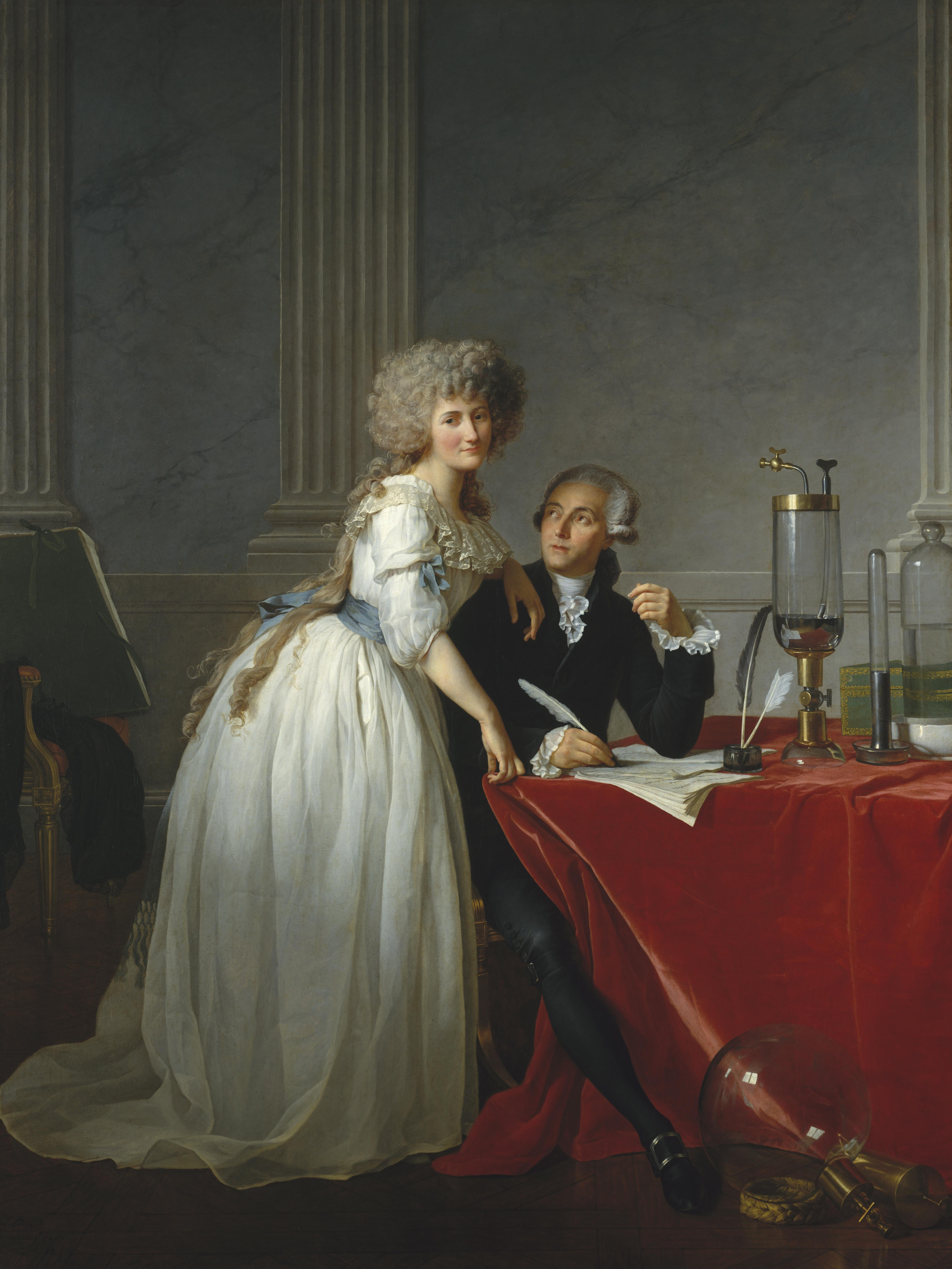
Portret małżeństwa Lavoisierów, Jacques-Louis David

W okresie narastających napięć podczas rewolucji francuskiej, ze względu na związek z Ferme générale oraz arystokratyczne korzenie, Lavoisier i ojciec Marie-Anne zostali uznani za zdrajców. Gdy Lavoisier trafił do więzienia, wszystkie dobra małżeństwa zostały skonfiskowane. Marie-Anne bezskutecznie próbowała uwolnić męża . 8 maja 1794 Lavoisier i jej ojciec zostali straceni na gilotynie. Marie-Anne została osadzona w Bastylii na 65 dni . Po opuszczeniu więzienia, bez pieniędzy, znalazła schronienie u byłej służby. Większość majątku odzyskała po roku, w tym bibliotekę naukową oraz notatki Lavoisiera opisujące eksperymenty, które tylko w części zdążył uporządkować. Marie-Anne dokończyła dzieło męża, które opublikowała w 1805 roku w dwóch tomach pod nazwą Mémoires de Chimie i opatrzyła własnym wstępem. Zajęła się także rozpowszechnieniem powstałego wydawnictwa wśród uznanych naukowców . Gdy sytuacja polityczna się uspokoiła, powróciła do prowadzenia salonu, w którym bywali Georges Cuvier, Claude Louis Berthollet, czy Alexander von Humboldt .
W 1805 roku, odrzuciwszy propozycję ślubu złożoną przez Pierre’a Samuela du Pont de Nemours, wyszła za mąż za Benjamina Thompsona, hrabiego Rumford. Zachowała nazwisko pierwszego męża, łącząc je w formę Lavoisier-Rumford . Jej drugie małżeństwo nie było udane i zakończyło się rozwodem . Marie-Anne została przedsiębiorczynią, udzielała się także charytatywnie .
Zmarła 10 lutego 1836 w Paryżu. Pochowano ją na cmentarzu Père-Lachaise.

## Postać Marie-Anne w kulturze
Jacques-Louis David w 1788 roku namalował portret podwójny małżeństwa Lavoisierów. Obraz o wymiarach 259,7 na 194,6 cm znajduje się w kolekcji Metropolitan Museum of Art w Nowym Jorku.
Marie-Anne została jedną z głównych postaci sztuki teatralnej Oxygen autorstwa Roalda Hoffmanna i Carla Djerassi, której premiera odbyła się 2 kwietnia 2001 w San Diego Repertory Theater. Jest także bohaterką opowiadania Amber Sparks pod tytułem A Short and Slightly Speculative History of Lavoisier's Wife, które ukazało się w zbiorze And I Do Not Forgive You (2020).